# Tarnowskie Góry

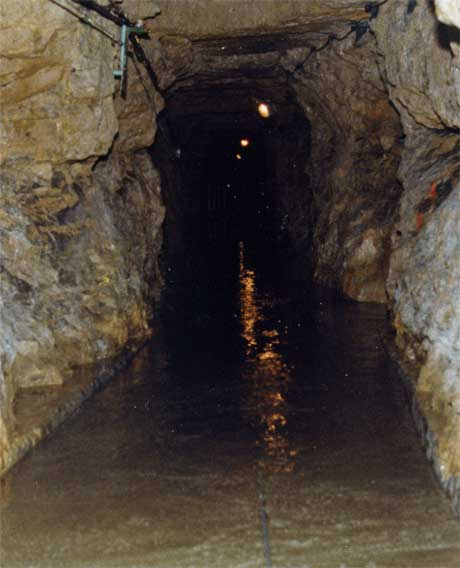
De Zwarte Forelgalerij (onderaardse rivier in een mijn Tarnowskie Góry)

Tarnowskie Góry (Duits: Tarnowitz) is een stad in het Poolse woiwodschap Silezië, gelegen in de powiat Tarnogórski. De oppervlakte bedraagt 83,47 km², het inwonertal 61.566 (2005).

Tarnowskie Góry is een mijnwerkersplaats. In de omgeving van deze stad werd al in de 13e eeuw lood en zilver gewonnen. Volgens de overlevering zou de legendarische boer Rykba in 1490 als eerste op zijn land een klomp zilver hebben gevonden; dat wekte natuurlijk de interesse van vele anderen. Er ontstonden talrijke groeven, die "Góry" werden genoemd. De Tarnowski Góry was eigendom van de bewoners van het dorp Tarnowice Stare. De eerste kolenmijn werd in 1528 geopend en in de 17e eeuw waren er al 7000 mijnschachten. Een van de oude mijnen is opengesteld voor publiek. Het bijzondere van deze mijn is, dat er een ondergrondse rivier 'de galerij van de zwarte forel' doorloopt. Deze galerij maakt deel uit van een stelsel van tunnels met een gezamenlijke lengte van 150 kilometer. De onderaardse rivier zou via de Oder in verbinding staan met de Oostzee.
In 2017 is de Lood-zilver-zinkmijn van Tarnowskie Góry benoemt tot werelderfgoed.

## Verkeer en vervoer
- Station Tarnowskie Góry
- Station Tarnowskie Góry Kopalnia Srebra
- Station Tarnowskie Góry Strzybnica

## Partnersteden
- Kutná Hora (Tsjechië)

## Geboren
- Carl Wernicke (15 mei 1848), Duits anatoom, neuroloog en psychiater.
- Martin Max (7 augustus 1968), Duits voetballer